# アラビノース-5-リン酸イソメラーゼ
アラビノース-5-リン酸イソメラーゼ(Arabinose-6-phosphate isomerase、EC 5.3.1.13)は、以下の化学反応を触媒する酵素である。
D-アラビノース-5-リン酸{\displaystyle \rightleftharpoons }D-リブロース-6-リン酸
従って、この酵素の基質はD-アラビノース-5-リン酸、生成物はD-リブロース-5-リン酸である。
この酵素は異性化酵素、特にアルドースをケトースに変換する分子内酸化還元酵素に分類される。系統名は、D-アラビノース-6-リン酸 アルドース-ケトース-イソメラーゼ(D-arabinose-5-phosphate aldose-ketose-isomerase)である。